# Guido Andreozzi
Guido Andreozzi (Buenos Aires, 5 de agosto de 1991) es un tenista argentino. Compite principalmente en el ATP Challenger Tour. Su ranking individual más alto lo alcanzó el 28 de enero de 2019 al escalar hasta la posición n.º 70. Mientras que en dobles, alcanzó el puesto n.º 40 el 4 de agosto de 2025. Alcanzó el Top 100 por primera vez en septiembre de 2018.
En su carrera le ha ganado a jugadores top 100 como: Feliciano López (N° 29) en 2012, Guido Pella (2013), Martin Klizan (2014), Gastão Elias, Damir Dzumhur, Horacio Zeballos (2016), Renzo Olivo, Federico Delbonis (2017), Marco Cecchinato, Nikoloz Basilashvili, Radu Albot (2 veces), Jérémy Chardy, Taylor Fritz, Márton Fucsovics (2018), Matthew Ebden, Iliá Ivashka, John Millman, Mijaíl Kukushkin, Albert Ramos, Ernests Gulbis y Hugo Dellien (2019).

## Carrera
En agosto de 2012, Andreozzi se clasificó por primera vez a un Grand Slam en el US Open tras superar la fase de clasificación. En su debut de primera ronda ante Kei Nishikori perdió por 1-6, 2-6, 4-6.

### Juegos Suramericanos
En la edición de los Juegos Suramericanos de 2014 obtuvo dos medallas para su país. Ganó la medalla de oro en la modalidad de dobles junto a Facundo Bagnis derrotando en la final a la pareja colombiana formada por Nicolás Barrientos y Carlos Salamanca. Posteriormente, disputó la final enfrentando al mismo Bagnis que fue compañero en dobles. Cayó derrotado en tres sets por lo cual obtuvo la medalla de plata.

### 2014
El 30 de agosto de 2014, ganó la final del Challenger de Como 2014 en la modalidad de dobles para hacerse con su octavo título en esta categoría. Su compañero de turno fue su compatriota Facundo Argüello y derrotaron en la final a la dupla constituida por el canadiense Steven Diez y el español Enrique López-Pérez por un marcador de 6-2, 6-2.

## Títulos ATP (3; 0+3)

### Dobles (3)
| Leyenda                   |
| Grand Slam (0)            |
| ATP Tour Finals (0)       |
| ATP Masters 1000 Tour (0) |
| ATP Tour 500 (0)          |
| ATP Tour 250 (3)          |

| N.º | Fecha                 | Torneo       | Superficie    | Pareja                    | Oponente en la final         | Resultado           |
| --- | --------------------- | ------------ | ------------- | ------------------------- | ---------------------------- | ------------------- |
| 1.  | 26 de julio de 2024   | Umag         | Tierra batida | Miguel Ángel Reyes Varela | Manuel Guinard Grégoire Jacq | 6-4, 6-2            |
| 2.  | 16 de febrero de 2025 | Buenos Aires | Tierra batida | Theo Arribage             | Rafael Matos Marcelo Melo    | 7-5, 4-6, [10-7]    |
| 3.  | 20 de julio de 2025   | Bastad       | Tierra batida | Sander Arends             | Adam Pavlásek Jan Zieliński  | 6-7(4), 7-5, [10-6] |

## Títulos Challenger; 48 (9 + 39)
| Leyenda                     | Individuales | Dobles |
| --------------------------- | ------------ | ------ |
| Grand Slam                  | 0            | 0      |
| ATP World Tour Finals       | 0            | 0      |
| ATP World Tour Masters 1000 | 0            | 0      |
| ATP World Tour 500          | 0            | 0      |
| ATP World Tour 250          | 0            | 0      |
| ATP Challenger Tour         | 9            | 39     |

### Individuales

#### Títulos (9)
| N.º | Fecha      | Torneo                       | Superficie | Rival en la final           | Resultado       |
| --- | ---------- | ---------------------------- | ---------- | --------------------------- | --------------- |
| 1.  | 07.07.2012 | Challenger de Lima           | Tierra     | Facundo Argüello            | 6-3, 6-76, 6-2  |
| 2.  | 13.10.2013 | Challenger de San Juan       | Tierra     | Diego Schwartzman           | 6-74, 7-65, 6-0 |
| 3.  | 15.02.2016 | Challenger de Santo Domingo  | Dura       | Nicolás Kicker              | 6-0, 6-4        |
| 4.  | 29.05.2016 | Challenger de Vicenza        | Tierra     | Pere Riba                   | 6-0, ret.       |
| 5.  | 03.03.2018 | Challenger de Punta del Este | Tierra     | Simone Bolelli              | 3-6, 6-4, 6-3   |
| 6.  | 22.04.2018 | Challenger de Túnez          | Tierra     | Daniel Gimeno Traver        | 6-2, 3-0, ret   |
| 7.  | 16.09.2018 | Challenger de Szczecin       | Tierra     | Alejandro Davidovich Fokina | 6-4, 4-6, 6-3   |
| 8.  | 03.11.2018 | Challenger de Guayaquil      | Tierra     | Pedro Sousa                 | 7-5, 1-6, 6-4   |
| 9.  | 27.11.2022 | Challenger de Temuco         | Dura       | Nicolás Kicker              | 4-6, 6-4, 6-2   |

#### Finales (8)
| N.º | Fecha      | Torneo                 | Superficie    | Rival en la final   | Resultado         |
| --- | ---------- | ---------------------- | ------------- | ------------------- | ----------------- |
| 1.  | 22.07.2013 | Challenger de Medellín | Tierra        | Alejandro González  | 4-6, 4-6          |
| 2.  | 22.07.2014 | Challenger de Manta    | Dura          | Adrian Mannarino    | 6-4, 3-6, 2-6     |
| 3.  | 30.10.2016 | Challenger de Lima     | Tierra        | Cristian Garín      | 6-3, 5-7, 6-7(3)  |
| 4.  | 23.07.2017 | Challenger de Poznań   | Tierra batida | Alekséi Vatutin     | 6-2, 6-7(10), 3-6 |
| 5.  | 31.03.2018 | Challenger de Marbella | Tierra batida | Stefano Travaglia   | 3-6, 3-6          |
| 6.  | 15.09.2019 | Challenger de Szczecin | Tierra batida | Jozef Kovalík       | 7-6(5), 2-6, 4-6  |
| 7.  | 02.05.2021 | Challenger de Biella 5 | Tierra batida | Juan Pablo Varillas | 3-6, 1-6          |
| 8.  | 24.06.2023 | Challenger de Cali     | Tierra batida | Federico Delbonis   | 4-6, 7-6(6), 3-6  |

### Dobles (39)
| N.º | Fecha      | Torneo                        | Superficie    | Pareja                    | Oponentes en la final                          | Resultado              |
| --- | ---------- | ----------------------------- | ------------- | ------------------------- | ---------------------------------------------- | ---------------------- |
| 1.  | 18.09.2011 | Challenger de Belo Horizonte  | Tierra        | Eduardo Schwank           | Ricardo Hocevar Christian Lindell              | 6-2, 6-4               |
| 2.  | 01.10.2011 | Challenger de Recife-1        | Dura          | Marcel Felder             | Rodrigo Grilli Andre Miele                     | 6-3, 6-3               |
| 3.  | 12.05.2012 | Challenger de Río Quente      | Dura          | Marcel Felder             | Thiago Alves Augusto Laranja                   | 6-3, 6-3               |
| 4.  | 14.09.2013 | Challenger de Cali            | Tierra        | Eduardo Schwank           | Carlos Salamanca João Souza                    | 6-2, 6-4               |
| 5.  | 21.09.2013 | Challenger de Campinas        | Tierra        | Máximo González           | Thiago Alves Thiago Monteiro                   | 6-4, 6-4               |
| 6.  | 30.08.2014 | Challenger de Como            | Tierra        | Facundo Argüello          | Steven Diez Enrique López-Pérez                | 6-2, 6-2               |
| 7.  | 27.09.2014 | Challenger de Porto Alegre    | Tierra        | Guillermo Durán           | Facundo Bagnis Diego Schwartzman               | 6-3, 6-3               |
| 8.  | 30.08.2014 | Challenger de Cali            | Tierra        | Guillermo Durán           | Alejandro González César Ramírez               | 6-3, 6-4               |
| 9.  | 14.06.2015 | Challenger de Caltanissetta   | Tierra        | Guillermo Durán           | Lee Hsin-han Alessandro Motti                  | 6-3, 6-2               |
| 10. | 06.06.2016 | Challenger de Caltanissetta   | Tierra        | Andrés Molteni            | Marcelo Arévalo Miguel Ángel Reyes Varela      | 6-1, 6-2               |
| 11. | 23.07.2017 | Challenger de Poznań          | Tierra        | Jaume Munar               | Tomasz Bednarek Goncalo Oliveira               | 6-7(4), 6-3, [10-4]    |
| 12. | 30.07.2017 | Challenger de Cortina         | Tierra        | Gerald Melzer             | Steven De Waard Ben Mclachlan                  | 6-2, 7-6(4)            |
| 13. | 31.03.2018 | Challenger de Marbella        | Tierra        | Ariel Behar               | Martin Klizan Jozef Kovalik                    | 6-3, 6-4               |
| 14. | 27.10.2018 | Challenger de Lima            | Tierra        | Guillermo Durán           | Ariel Behar Gonzalo Escobar                    | 2-6, 7-6(5), [10-5]    |
| 15. | 11.11.2018 | Challenger de Montevideo      | Tierra        | Guillermo Durán           | Facundo Bagnis Andrés Molteni                  | 7-6(5), 6-4            |
| 16. | 18.11.2018 | Challenger de Buenos Aires    | Tierra        | Guillermo Durán           | Marcelo Demoliner Andrés Molteni               | 6-4, 4-6, [10-3]       |
| 17. | 26.01.2019 | Challenger de Punta del Este  | Tierra        | Guillermo Durán           | Sander Gillé Joran Vliegen                     | 6-2, 6-7(6), [10-8]    |
| 18. | 14.09.2019 | Challenger de Szczecin        | Tierra        | Andrés Molteni            | Hans Podlipnik Matwe Middelkoop                | 6-4, 6-3               |
| 19. | 29.09.2019 | Challenger de Buenos Aires    | Tierra        | Andrés Molteni            | Hugo Dellien Federico Zeballos                 | 6-7(3), 6-2, [10-1]    |
| 20. | 03.07.2021 | Challenger de Porto           | Dura          | Guillermo Durán           | Miguel Ángel Reyes Varela Renzo Olivo          | 6-7(5), 7-6(5), [11-9] |
| 21. | 18.06.2022 | Challenger de Corrientes      | Tierra batida | Guillermo Durán           | Nicolás Álvarez Murkel Dellien                 | 7-5, 6-2               |
| 22. | 09.07.2022 | Challenger de Todi            | Tierra batida | Guillermo Durán           | Romain Arneodo Jonathan Eysseric               | 6-1, 2-6, [10-6]       |
| 23. | 01.10.2022 | Challenger de Buenos Aires II | Tierra batida | Guillermo Durán           | Román Andrés Burruchaga Facundo Díaz Acosta    | 6-0, 7-5               |
| 24. | 15.10.2022 | Challenger de Río de Janeiro  | Tierra batida | Guillermo Durán           | Karol Drzewiecki Jakub Paul                    | 6-3, 6-2               |
| 25. | 05.11.2022 | Challenger de Guayaquil       | Tierra batida | Guillermo Durán           | Facundo Díaz Acosta Luis David Martínez        | 6-0, 6-4               |
| 26. | 19.11.2022 | Challenger de San Leopoldo    | Tierra batida | Guillermo Durán           | Felipe Meligeni Alves João Lucas Reis Da Silva | 5-1 ret.               |
| 27. | 26.11.2022 | Challenger de Temuco          | Dura          | Guillermo Durán           | Luis David Martínez Jeevan Nedunchezhiyan      | 6-4, 6-2               |
| 28. | 08.01.2023 | Challenger de Tigre I         | Tierra batida | Ignacio Carou             | Leonardo Aboian Ignacio Monzón                 | 5-7, 6-4, [10-5]       |
| 29. | 28.01.2023 | Challenger de Concepción      | Tierra batida | Guillermo Durán           | Luciano Darderi Oleg Prihodko                  | 7-6(1), 6-7(3), [10-7] |
| 30. | 24.06.2023 | Challenger de Cali            | Tierra batida | Cristian Rodríguez        | Orlando Luz Oleg Prihodko                      | 6-3, 6-4               |
| 31. | 08.10.2023 | Challenger de Campinas        | Tierra batida | Guillermo Durán           | Diego Hidalgo Cristian Rodríguez               | 7-6(4), 6-3            |
| 32. | 28.10.2023 | Challenger de Curitiba        | Tierra batida | Ignacio Carou             | Diego Hidalgo Cristian Rodríguez               | 6-4, 6-4               |
| 33. | 18.11.2023 | Challenger de Montevideo      | Tierra batida | Guillermo Durán           | Boris Arias Federico Zeballos                  | 2-6, 7-6(2), [10-8]    |
| 34. | 04.02.2024 | Challenger de Piracicaba      | Tierra batida | Guillermo Durán           | Daniel Dutra da Silva Pedro Sakamoto           | 6-2, 7-6(5)            |
| 35. | 30.03.2024 | Challenger de Nápoles         | Tierra batida | Miguel Ángel Reyes Varela | Théo Arribagé Victor Vlad Cornea               | 6-4, 1-6, [10-7]       |
| 36. | 15.06.2024 | Challenger de Perugia         | Tierra batida | Miguel Ángel Reyes Varela | Sriram Balaji Andre Begemann                   | 6-4, 7-5               |
| 37. | 14.09.2024 | Challenger de Szczecin        | Tierra batida | Théo Arribagé             | Ryan Seggerman Szymon Walków                   | 6-2, 6-1               |
| 38. | 16.11.2024 | Challenger de Montevideo      | Tierra batida | Orlando Luz               | Mariano Kestelboim Franco Roncadelli           | 4-6, 6-3, [10-8]       |
| 39. | 02.02.2025 | Challenger de Piracicaba      | Tierra batida | Orlando Luz               | Marcelo Demoliner Fernando Romboli             | 6-7(4), 6-2, [11-9]    |